# Space Industries
Pour les articles homonymes, voir ISF.
Space Industries Incorporated est une société constituée dans les années 1980 dans le but de construire une station spatiale privée, baptisée Industrial Space Facility (ISF). À l'époque, l'idée d'un développement d'équipement destiné à l'espace sur une initiative privée constituait une première. Le projet n'aboutira pas.

## Historique
Space Industries est fondée à Houston, Texas, par Maxime Faget et les dirigeants d'entreprise James Calaway, Guillermo Trotti et Larry Bell. Maxime Faget vient alors de prendre sa retraite de la NASA, où il était responsable du bureau d'études du Centre du vol spatial habité de Houston. L'objectif de la société était de construire une mini station spatiale inhabitée, mais visitable lors de l'amarrage d'une navette spatiale, contenant des installations industrielles exploitant la microgravité. La station spatiale devait utiliser le système de support de vie de la navette spatiale américaine. À l'époque, les premiers vols de la navette spatiale suscitent de grands espoirs d'exploitation commerciale de l'espace.
Joe Allen, un physicien et astronaute est partenaire ainsi que la société Westinghouse Electric Corporation. Les investisseurs incluent Roy M. Huffington (en), un magnat du pétrole et ancien ambassadeur américain en Autriche, James Elkins, cofondateur du cabinet d'avocats Vinson & Elkins (en) et Walter Mischer, un promoteur immobilier.
Calaway tente de persuader le gouvernement des États-Unis de souscrire au projet. En 1988, l'administration Reagan demande 700 millions de dollars annuels du budget en vue de participer au projet, mais le Congrès rejette la demande et la station spatiale n'est jamais été construite.
La société fusionne finalement avec Calspan Corporation, qui à son tour est absorbée par la General Dynamics Corporation.

## Industrial Space Facility (ISF)
Le lancement de l'ISF était prévu pour le début des années 1990. Selon les plans définis, la station doit comporter 31 espaces de rangement pour la charge utile pouvant accueillir jusqu'à 11 tonnes de matériel destiné à la fabrication industrielle commerciale en microgravité. Une paire de panneaux solaires de 140 m2 doit produire 40 kW de puissance en tout. Le logiciel gérant la station doit mettre en œuvre un algorithme d'apprentissage heuristique afin d'utiliser les ressources de l'ISF le plus efficacement possible.